# Vincent Brown
Vincent Brown Jr. (Upland, 25 gennaio 1989) è un giocatore di football americano statunitense che gioca nel ruolo di wide receiver nella National Football League (NFL) e dal 2014 è free agent. Fu scelto nel corso del terzo giro (82º assoluto) del Draft NFL 2011 dai Chargers. Al college ha giocato a football all'Università statale di San Diego.

## Carriera professionistica

### San Diego Chargers
Brown fu scelto dai San Diego Chargers nel corso del terzo giro del Draft 2011. Nella settimana 10 contro gli Oakland Raiders, Brown ricevette 5 passaggi per 97 yard e un touchdown nella sconfitta .Nella sua stagione da rookie disputò 14 partite, 4 delle quali come titolare, con 329 yard ricevute e 2 touchdown. A causa della rottura della caviglia subita nella seconda gara della pre-stagione, il 18 agosto 2012 contro i Dallas Cowboys, Brown perse l'intera stagione 2012. La sua assenza in campo si fece sentire, coi Chargers che scesero al 20º posto della lega per punti segnati, quando nei precedenti otto anni erano sempre stati tra i primi cinque.
Nella sua gara di ritorno, la prima della stagione 2013 contro gli Houston Texans, Brown segnò un touchdown, che però fu il suo unico dell'anno, concluso con 41 ricezioni per 472 yard ricevute. Il 30 agosto 2014 fu svincolato.

## Statistiche
| Partite totali      | 30  |
| Partite da titolare | 16  |
| Yard ricevute       | 801 |
| Touchdown           | 3   |

Statistiche aggiornate alla stagione 2012